# Lijst van voetbalinterlands Thailand - Vietnam
Deze lijst van voetbalinterlands is een overzicht van alle officiële voetbalwedstrijden tussen de nationale teams van Thailand en Vietnam. De landen speelden tot op heden 30 keer tegen elkaar. De eerste ontmoeting, een groepswedstrijd tijdens de Zuidoost-Aziatische Spelen 1995, werd gespeeld in Chiang Mai op 10 december 1995.  Het laatste duel, een finale van de Zuidoost-Azië Cup 2024, vond plaats op 5 januari 2025 in Bangkok.

## Wedstrijden
| №  | Plaats              | Datum             | Competitie                      | Wedstrijd          | Uitslag |
| -- | ------------------- | ----------------- | ------------------------------- | ------------------ | ------- |
| 1  | Chiang Mai          | 10 december 1995  | Zuidoost-Aziatische Spelen 1995 | Thailand – Vietnam | 3 – 1   |
| 2  | Chiang Mai          | 16 december 1995  | Zuidoost-Aziatische Spelen 1995 | Thailand – Vietnam | 4 – 0   |
| 3  | Singapore           | 13 september 1996 | Zuidoost-Azië Cup 1996          | Thailand − Vietnam | 4 − 2   |
| 4  | Jakarta             | 16 oktober 1997   | Zuidoost-Aziatische Spelen 1997 | Thailand − Vietnam | 2 − 1   |
| 5  | Ho Chi Minhstad     | 3 september 1998  | Zuidoost-Azië Cup 1998          | Thailand − Vietnam | 0 − 3   |
| 6  | Bandar Seri Begawan | 5 augustus 1999   | Zuidoost-Aziatische Spelen 1999 | Vietnam − Thailand | 0 − 0   |
| 7  | Bandar Seri Begawan | 14 augustus 1999  | Zuidoost-Aziatische Spelen 1999 | Thailand − Vietnam | 2 − 0   |
| 8  | Bangkok             | 8 december 2002   | Vriendschappelijk               | Thailand − Vietnam | 2 − 1   |
| 9  | Jakarta             | 27 december 2002  | Zuidoost-Azië Cup 2002          | Vietnam − Thailand | 0 − 4   |
| 10 | Bangkok             | 24 december 2006  | Vriendschappelijk               | Thailand − Vietnam | 2 − 1   |
| 11 | Bangkok             | 30 december 2006  | Vriendschappelijk               | Thailand − Vietnam | 3 − 1   |
| 12 | Hanoi               | 24 januari 2007   | Zuidoost-Azië Cup 2007          | Vietnam − Thailand | 0 − 2   |
| 13 | Bangkok             | 28 januari 2007   | Zuidoost-Azië Cup 2007          | Thailand − Vietnam | 0 − 0   |
| 14 | Hanoi               | 16 november 2008  | Vriendschappelijk               | Vietnam − Thailand | 2 − 2   |
| 15 | Phuket              | 6 december 2008   | Zuidoost-Azië Cup 2008          | Thailand − Vietnam | 2 − 0   |
| 16 | Bangkok             | 24 december 2008  | Zuidoost-Azië Cup 2008          | Thailand − Vietnam | 1 − 2   |
| 17 | Hanoi               | 28 december 2008  | Zuidoost-Azië Cup 2008          | Vietnam − Thailand | 1 − 1   |
| 18 | Bangkok             | 30 november 2012  | Zuidoost-Azië Cup 2012          | Thailand − Vietnam | 3 − 1   |
| 19 | Bangkok             | 24 mei 2015       | WK 2018 kwalificatie            | Thailand − Vietnam | 1 − 0   |
| 20 | Hanoi               | 13 oktober 2015   | WK 2018 kwalificatie            | Vietnam − Thailand | 0 − 3   |
| 21 | Buriram             | 5 juni 2019       | Vriendschappelijk               | Thailand − Vietnam | 0 − 1   |
| 22 | Pathum Thani        | 5 september 2019  | WK 2022 kwalificatie            | Thailand − Vietnam | 0 − 0   |
| 23 | Hanoi               | 19 november 2019  | WK 2022 kwalificatie            | Vietnam − Thailand | 0 − 0   |
| 24 | Singapore           | 23 december 2021  | Zuidoost-Azië Cup 2020          | Vietnam − Thailand | 0 − 2   |
| 25 | Singapore           | 26 december 2021  | Zuidoost-Azië Cup 2020          | Thailand − Vietnam | 0 − 0   |
| 26 | Hanoi               | 13 januari 2023   | Zuidoost-Azië Cup 2022          | Vietnam − Thailand | 2 − 2   |
| 27 | Pathum Thani        | 16 januari 2023   | Zuidoost-Azië Cup 2022          | Thailand − Vietnam | 1 − 0   |
| 28 | Hanoi               | 10 september 2024 | Vriendschappelijk               | Vietnam − Thailand | 1 − 2   |
| 29 | Việt Trì            | 2 januari 2025    | Zuidoost-Azië Cup 2024          | Vietnam − Thailand | 2 − 1   |
| 30 | Bangkok             | 5 januari 2025    | Zuidoost-Azië Cup 2024          | Thailand − Vietnam | 2 − 3   |

## Samenvatting
| Competitie                 | Totaal gespeeld | Winst Thailand | Gelijk | Winst Vietnam | Doelsaldo Thailand – Vietnam |
| -------------------------- | --------------- | -------------- | ------ | ------------- | ---------------------------- |
| WK-kwalificatie            | 4               | 2              | 2      | 0             | 4 − 0                        |
| Zuidoost-Azië Cup          | 15              | 7              | 4      | 4             | 25 − 16                      |
| Zuidoost-Aziatische Spelen | 5               | 4              | 1      | 0             | 11 − 2                       |
| Vriendschappelijk          | 6               | 4              | 1      | 1             | 11 − 7                       |
| Totaal                     | 30              | 17             | 8      | 5             | 51 – 25                      |

## Details

### Negentiende ontmoeting
| WK 2018 kwalificatie (scheidsrechter Ben Williams, Bangkok, 24 mei 2015): |              | |
| Thailand | 1 – 0        | Vietnam |
| Anon Pokkhao 80' | goals        | |
| Kiatisuk Senamuang | bondscoach   | Toshiya Miura |
| Sinthaweechai Hathairattankool Theerathon Bunmathan Kroekrit Thaweekarn 76' Suttinun Phukhom Sarach Yooyen Teerasil Dangda Sanrawat Dechmitr 66' Narubadin Weerawatnodom Koravit Namwiset Chanathip Songkrasin Ekkachai Sumrei 65' | opstellingen | Tô Vĩnh Lợi 45+1' Nguyễn Huy Cường Quế Ngọc Hải Nguyễn Minh Châu Nguyễn Trọng Hoàng Lê Công Vinh Võ Huy Toàn 60' Nguyễn Hải Anh Đặng Khánh Lâm Nguyễn Thanh Hiền Nguyễn Minh Tùng |
| Sarawut Masuk 65' Anon Pokkhao 66' Adisak Kraisorn 76' | wissels      | 45+1' 56' Đinh Tiến Thành 56' Mai Tiến Thành 60' Mạc Hồng Quân |
| Suttinun Phukhom Sarach Yooyen | gele kaarten | Nguyễn Huy Cường Quế Ngọc Hải |
| | rode kaarten | Nguyễn Minh Châu |

FAT · A-internationals · Bondscoaches · Statistieken · Thais vrouwenelftal · Thailand U21 · Thailand U20 · Thailand U19 · Thailand U18 · Thailand U17
1950 – 1959 · 
1960 – 1969 · 
1970 – 1979 · 
1980 – 1989 · 
1990 – 1999 · 
2000 – 2009 · 
2010 – 2019 ·
2020 − 2029
Asian Cup 1972 ·
Asian Cup 1992 · 
Asian Cup 1996 · 
Asian Cup 2000 · 
Asian Cup 2004 · 
Asian Cup 2007
OS 1956 · 
OS 1968
1956 · 
1957 · 
1958 · 
1959 · 
1960 · 
1961 · 
1962 · 
1963 · 
1964 · 
1965 · 
1966 · 
1967 · 
1968 · 
1969 · 
1970 · 
1971 · 
1972 · 
1973 · 
1974 · 
1975 · 
1976 · 
1977 · 
1978 · 
1979 · 
1980 · 
1981 · 
1982 · 
1983 · 
1984 · 
1985 · 
1986 · 
1987 · 
1988 · 
1989 · 
1990 · 
1991 · 
1992 · 
1993 · 
1994 · 
1995 · 
1996 · 
1997 · 
1998 · 
1999 · 
2000 · 
2001 · 
2002 · 
2003 · 
2004 · 
2005 · 
2006 · 
2007 · 
2008 · 
2009 · 
2010 · 
2011 · 
2012 · 
2013 ·
2014 ·
2015 ·
2016 ·
2017 ·
2018 ·
2019 ·
2020 ·
2021 ·
2022 ·
2023
Afghanistan ·
Australië ·
Bahrein ·
Bangladesh ·
Bhutan ·
Brazilië ·
Brunei ·
Bulgarije ·
Cambodja ·
China ·
Congo-Brazzaville ·
Denemarken ·
Duitsland ·
Egypte ·
Estland ·
Faeröer ·
Filipijnen ·
Finland ·
Gabon ·
Georgië ·
Ghana ·
Hongkong ·
India ·
Indonesië ·
Irak ·
Iran ·
Israël ·
Japan ·
Jemen ·
Jordanië ·
Kameroen · 
Kazachstan ·
Kenia ·
Kirgizië ·
Koeweit ·
Laos ·
Letland ·
Libanon ·
Liberia ·
Libië ·
Liechtenstein ·
Luxemburg ·
Macau ·
Malediven ·
Maleisië ·
Malta ·
Marokko ·
Myanmar ·
Nederland ·
Nepal ·
Nieuw-Zeeland ·
Nigeria ·
Noord-Ierland ·
Noord-Korea ·
Noorwegen ·
Oezbekistan ·
Oman ·
Oost-Timor ·
Pakistan ·
Palestina ·
Papoea-Nieuw-Guinea ·
Polen ·
Qatar ·
Saoedi-Arabië ·
Singapore ·
Slowakije ·
Sri Lanka ·
Suriname ·
Syrië ·
Taiwan ·
Tadzjikistan ·
Trinidad en Tobago ·
Turkmenistan ·
Uruguay ·
Verenigde Arabische Emiraten ·
Verenigde Staten ·
Vietnam ·
Zuid-Afrika ·
Zuid-Korea ·
Zuid-Vietnam ·
Zweden
VFF · 
A-internationals · 
Vietnamees vrouwenelftal
1991 – 1999 ·
2000 – 2009 ·
2010 – 2019 ·
2020 − 2029
Afghanistan ·
Albanië ·
Australië ·
Bahrein · 
Bangladesh · 
Bosnië en Herzegovina · 
Cambodja · 
China · 
Curaçao ·
Estland · 
Filipijnen · 
Guam · 
Guinee ·
Hongkong · 
India · 
Indonesië · 
Irak ·
Iran · 
Jamaica · 
Japan ·
Jemen · 
Jordanië ·
Kazachstan · 
Kirgizië ·
Koeweit · 
Laos · 
Libanon · 
Macau · 
Malediven · 
Maleisië · 
Mongolië · 
Mozambique ·
Myanmar · 
Nepal · 
Noord-Korea ·
Oezbekistan · 
Oman · 
Palestina ·
Qatar ·
Rusland ·
Saoedi-Arabië · 
Singapore · 
Sri Lanka · 
Syrië · 
Tadzjikistan · 
Taiwan · 
Thailand · 
Turkmenistan · 
Verenigde Arabische Emiraten · 
Zimbabwe · 
Zuid-Korea